# Гай Аний Анулин
Вижте пояснителната страница за други личности с името Анулин.
Гай Аний Анулин (на латински: Gaius Annius Anullinus) е политик и сенатор на Римската империя през края на 3 и началото на 4 век.
През 295 г. Анулин е консул заедно с Марк Нумий Туск. През 303 – 304 г. той е проконсул на провинция Африка.
От 19 март 306 г. до 27 август 307 г. той е praefectus urbi и от 27 октомври до 29 ноември 312 г. за втори път. 